# Bacholi, Khanapur
Bacholi là một làng thuộc tehsil Khanapur, huyện Belgaum, bang Karnataka, Ấn Độ.